# Davallia dimorpha
Davallia dimorpha là một loài dương xỉ trong họ Davalliaceae. Loài này được Holttum mô tả khoa học đầu tiên năm 1937.
Danh pháp khoa học của loài này chưa được làm sáng tỏ. 